# Маріанізм

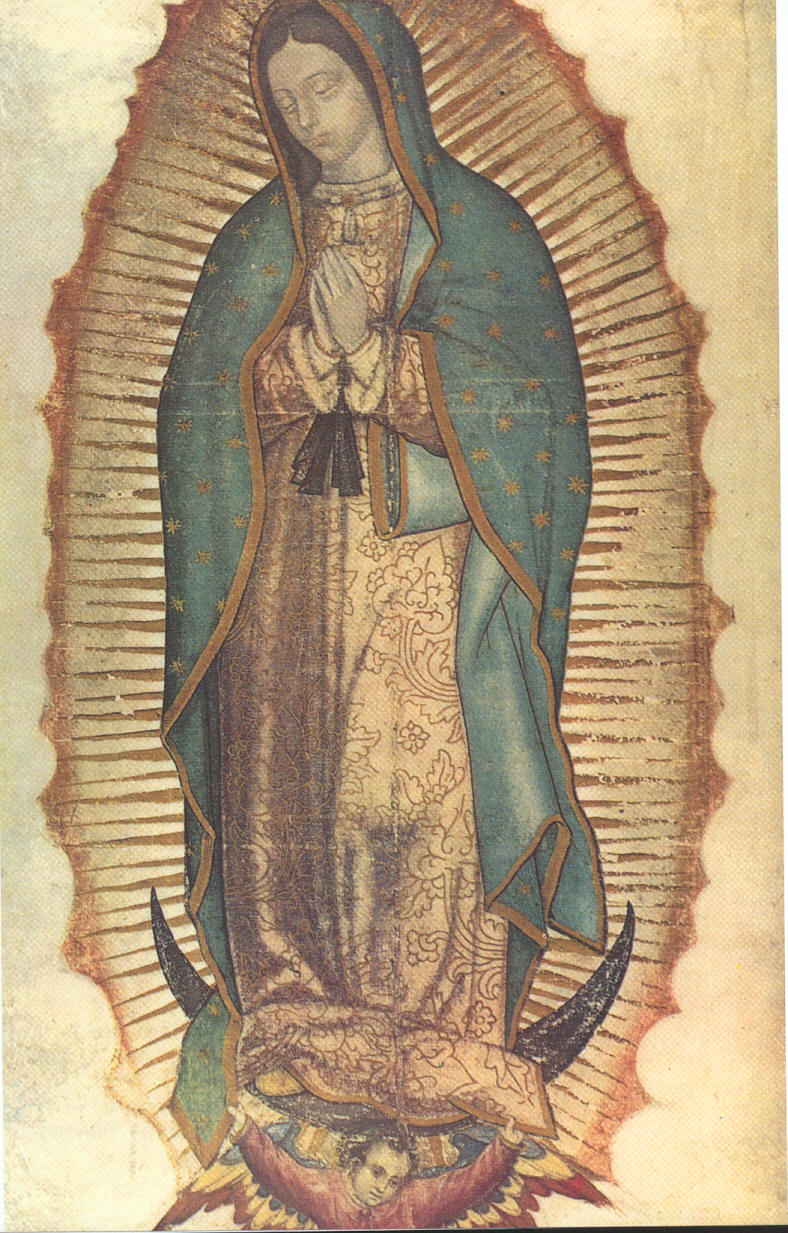
Маріанізм походить від римо-католицьких та іспаномовних американських вірувань про Марію, матір Ісуса, забезпечуючи передбачуваний ідеал жіночності як «абсолютний зразок для наслідування» для дорослих і молодих латиноамериканок

Маріанізм — латиноамериканський стереотипізований стандарт жіночності з характеристиками, похідними від релігійного культу Святої Марії Гваделупської. Обертається навколо шанування чеснот латиноамериканок, таких як цінності шлюбу, самопожертва, самоцензура, цнотливість до шлюбу, вірність і покора дружини чоловікові у (виключно гетеросексуальному) шлюбі, моральність, уникнення автономії та радості, придушення сексуальності жінки.
Маріанізм визначає жіночу гендерну роль в іспаноамериканських народних культурах і тісно переплетений з мачизмом і римо-католицизмом. Його сповідування несе негативний вплив на благополуччя, психічне та фізичне здоров'я жінок (корелюючи з такими явищами, як тривожність та депресія у латиноамериканок, поширення ІПСШ (особливо ВІЛ / СНІД), аб'юз, домашнє насильство та феміцид).

## Історія терміна
«Маріанізм» спочатку означав побожність до Пресвятої Діви Марії (ісп.: María). Термін вперше використала політологиня Евелін Стівенс у своєму есе 1973 року «Маріанізм: інше обличчя мачизму». Термін був введений як жіночий аналог мачизму, латиноамериканського ідеалу маскулінності. Маріанізм — це передбачуваний ідеал жіночності, за яким жінки повинні жити, тобто бути скромними, доброчесними та утримуватися від сексуальних стосунків до шлюбу, а в шлюбі бути вірними та підкорятися своїм чоловікам. Хоча Стівенс була першою, хто використав цей термін, поняття, ймовірно, виникло одночасно з мачизмом під час іспанської колонізації американського континенту.
У книзі «Парадокс Марії: як латиноамериканці можуть об'єднати традиції старого світу з самооцінкою нового світу» (1996, Г. П. Патнем) Роза Марія Ґіл та Кармен Іноа Васкес згадують, що Стівенс представила концепцію маріанізму, посилаючись на «новаторське есе, написане Евелін П. Стівенс у 1973 році». Вони також обговорюють використання терміна такими академікинями, як Саллі Е. Ромеро, Джулія М. Рамос-Маккей, Ліліан Комас-Діас та Луїс Ромеро. У своїй книзі Ґіл і Васкес використовують термін як застосовний у різних іспаномовних культурах.

### Концепція Евелін Стівенс
У своєму есе Стівенс визначає маріанізм як «культ жіночої духовної переваги, який вчить, що жінки є напівбожественними, морально вищими та духовно сильнішими за чоловіків». Вона пояснює характеристики мачизму: «перебільшена агресивність у непримиренності в міжособистісних стосунках між чоловіками та зарозумілість і сексуальна агресія у стосунках між чоловіками». Стівенс стверджує, що маріанізм і мачизм доповнюють один одного, і що одне не може існувати без іншого.
Стівенс вважає, що маріанізм вкорінений в благоговійних почуттях та поклонінні жіночим тілам, особливо в контексті вагітності, прикладом чого є ранні культури. Вона обговорює різноманітні версії фігур святої Матері, знайдені у всьому світі, такі як Нінхурсага, Мах, Нінмах, Іннана, Іштар, Астарта, Нінту та Аруру. У багатьох міфах про цих богинь є історії про зникнення молодої чоловічої фігури в їхньому житті, чи то сина, чи коханого. Відповіддю богинь є, як правило, горе, і коли вона сумує, земля стає безплідною. За Стівенс, це може бути алегорією або поясненням пір року. Стівенс зазначає, що монотеїстична структура християнства не створила жіночої фігури для поклоніння, особливо в ранньому християнстві, яке глибоко вкорінене в єврейських віруваннях. Біля 431 року нашої ери люди почали звеличувати популярну постать Марії, Матері Ісуса. Із зростанням шанування її зростало занепокоєння протестантських лідерів, які вірили, що люди практикують маріолатрію.
Коли іспанські колоністи принесли католицизм на територію сучасної Мексики, корінний американець, який узяв ім'я Хуан Дієго, нібито побачив видіння «Пресвятої Богородиці» на кургані в Тепеяк, на північ від що зараз є Мехіко. До того, як християнство було представлене на континенті, корінні американці в цьому регіоні вважали курган священним для ацтекської богині Тонанцін, або «Нашої матері». Видіння Дієго зрештою було назване «Богоматір Гваделупська» та у 1756 році зроблене патроною Мексики Папою Бенедиктом XIV. Богоматір Гваделупська швидко завоювала авторитет в Іспанській Америці. Мігель Ідальго очолив повстанців зі знаменитою Гріто де Долорес у 1810 році: «¡Viva Nuestra Señora de Guadalupe, muera el mal gobierno, mueran los gachupines!» («Хай живе наша Пані Гваделупська, геть поганий уряд, геть геть пришпорені» (або іспанські мексиканці).
У маріанізмі, стверджує Стівенс, погана жінка насолоджується дошлюбним сексом, тоді як хороша жінка сприймає це лише як вимогу до шлюбу. Багато жінок зізнаються у сексі зі своїми чоловіками своїм священикам, називаючи цей акт «le hice el servicio» («я зробила йому послугу»). Маріанізм також вважає, що жінки повинні сильно сумувати через сім'ю, заохочуючи жінок не виявляти щастя та не брати участі в чомусь, що може принести їм радість. Дехто здобули соціальний престиж, оплакуючи таким чином, аж поки не помруть.
Стівенс також стверджує у своїй аргументації, що характеристики ідеальної жінки однакові в усій культурі: «народне визнання стереотипу ідеальної жінки [є] всюдисущим у кожному соціальному класі. Існує майже загальна згода щодо того, що таке „Справжня жінка“ і як вона повинна діяти». Однак вона стверджує, що більшість корінних громад не поділяють дихотомію маріанізму та мачизму.
Маріанізм диктує ідеології, що нав'язуються повсякденному життю іспаномовних американок. Стівенс вважає, що маріанізм не зникне найближчим часом, оскільки іспаномовні американки все ще чіпляються за цю роль. Вона зазначає, що чоловіки наслідують мачизм, тому що їх цього навчили матері, тітки та бабусі. Вона також каже, що жінки заохочують маріанізм одна в одній через потенційний сором, з яким вони можуть зіткнутися, якщо не відповідатимуть його стандартам. Стівенс вважає, що багато жінок знаходять комфорт у своїй особистій та історичній ідентичності, беручи участь у цій системі.

### Критика Стівенс
Есе Евелін Стівенс було дуже важливим для цієї галузі, однак після публікації його обговорювали та критикували. Хоча її аргументи стосуються маріанізму в Іспанській Америці загалом, багато джерел, які вона використовує, зосереджуються переважно на мексиканській культурі, таким чином сильно обмежуючи систему відліку. 
Крім того, її критикують за натяки на те, що, попри інші відмінності між соціально-економічними класами, характеристики ідеальної жінки в кінцевому рахунку однакові для всіх соціальних класів. Її критики стверджують, що Стівенс ігнорує соціально-економічні фактори, кажучи, що «її опис жінок як альтруїстичних, безкорисливих, пасивних [і] морально чистих» є неадекватним. У літературі є деякі відгуки на концепцію маріанізму, які стверджують, що його модель для жіночої поведінки є дуже класовою. Іншими словами, ідея про те, що чоловіки виконують всю важку роботу, а жінки залишаються бездіяльними, на п'єдесталі, — це те, що рідко існує для найнижчих класів. Як нагадують Гіл і Васкес, «більшість даних [Стівенс] надійшла від мексиканських жінок середнього класу». В 1973 році дослідниця Глорія Гонсалес-Лопес підсумувала, що маріанізм як теоретична категорія є не лише культурно-шовіністичним, але й елітарним. Гонсалес-Лопес також зазначає, що гетеросексуальні норми створюються, підтримуються та змінюються в різних країнах.

## Десять заповідей маріанізму
Терапевтки Роза Марія Гіл та Кармен Іноа Васкес представляють переконання багатьох своїх пацієнток, які дотримуються маріанізму: 
- Не забувайте про місце жінки;
- не відмовляйтеся від своїх традицій;
- не будьте старою дівою, незалежною або такою, що має власну думку;
- не ставте свої потреби на перше місце;
- не бажайте нічого, окрім того, щоб бути домогосподаркою;
- не забувайте, що секс — це створення дітей, а не задоволення;
- не будьте нещасними зі своїм чоловіком, що б він не робив з Вами;
- не просіть допомоги поза чоловіком;
- не обговорюйте свої особисті проблеми поза домом;
- і не змінюйтесь».[17]

## П'ять стовпів
Дослідниці визначають «п'ять стовпів» маріанізму, або конкретні вірування, яких повинні дотримуватися «хороші жінки».

### Фамілізм (родинність)
Фамілізм (Familismo) — сильна ідентифікація жінки та прив'язаність до сім'ї, як нуклеарної, так і розширеної. За цією вірою, латиноамериканки функціонують як джерело міцності сімей, зберігаючи їхнє загальне щастя, здоров'я та єдність. Щоб зберегти репутацію своїх сімей, латиноамериканськам не рекомендується ділитися з іншими тим, що вважається «сімейними проблемами». Це переконання змушує багатьох жінок, партнери яких чинять щодо них насильство, не повідомляти про це правоохоронним органам. Натомість вони можуть говорити про насильство з родиною та друзями, однак розголошення друзям і родині пов'язане з підвищеним ризиком майбутнього нападу на латиноамериканок. Таким чином, дотримання традиційних цінностей щодо збереження питань насильства у сім'ї перешкоджає повідомляти про це та може мати серйозні наслідки для здоров'я та життя жінок.
Концепція сім'ї вважається настільки важливою для маріаністичних жінок, що тих, хто намагається втрутитися в ситуації домашнього насильства, заохочують розглядати автономію та незалежність як дуже вестернізовані поняття і натомість зосереджуються на тому, щоб слухати та допомагати жінкам в униканні насильства. Багато опитаних називали серед цих способів покращення стосунків з кривдниками, допомога їм навчитися бути більш підтримуючими чоловіками та батьками, а не розривати стосунки з чоловіком-кривдником.
Очікується, що чоловіки та жінки в латиноамериканських культурах цінуватимуть свої сім'ї, хоча способи вираження цінності відрізняються залежно від гендерних заборон: очікується, що чоловіки нададуть фінансові ресурси, захист і лідерство, жінкам наказано забезпечувати родину емоційно та фізично, виховуючи дітей і виконуючи хатню роботу (див. Окремі сфери).

### Цнотливість
Цнота розглядається як важлива риса для жінок, і, утримуючись від дошлюбного сексу, жінки запобігають ганьбі на себе та свою родину. Часто у маріаністичних дівчат і жінок секс асоціюється з провиною та смутком. Це пов'язано з тим, що секс часто розглядається як дихотомія або для продовження роду, або для еротизму.
Очікується, що жінки не будуть ані сексуальними, ані незайманими. Це означає, що жінки повинні прагнути до моногамії, сексуального бажання лише в тривалих стосунках (в ідеалі в шлюбі) і обмежувати дослідження своєї сексуальності лише в гетеросексуальних стосунках. Це часто призводить до тлумачення, що жінки повинні залишатися з партнером до кінця життя, навіть якщо він чинить щодо них насильство.
Від жінок також очікується пасивність у сексі, що результує у менше використання презервативів і, отже, вищий ризик ІПСШ, особливо ВІЛ / СНІДу. Очікується, що жінки навчаться займатися сексом від своїх чоловіків, і якщо жінка виявляє занадто великий інтерес або наполегливість, до неї ставляться як до «підозрюваної».

### Повага
Повага (Respeto) — слухняність, обов'язок і пошана, яких жінка дотримується на своїй позиції в ієрархічній структурі. Вона зберігає загальну структуру латиноамериканської сім'ї та надає жінкам стандарт того, як реагувати на міжособистісні ситуації. Існує золоте правило, no faltarle el respeto, яке говорить жінкам не виступати проти тих, хто вище в ієрархії.

### Самоконтроль та симпатія
Відповідно до маріанізму, латиноамериканські жінки повинні приховувати особисті думки та потреби, щоб уникнути розбіжностей. Дотримання цього переконання пов'язане зі значно вищим рівнем психологічного дистресу, депресії та тривоги у латиноамериканських жінок і молодих дівчат. Це також впливає на те, що жінки залишаються в насильницьких стосунках. Багато іспаномовних жінок вважають, що «тримати речі всередині» викликає їхню депресію.
Симпатія (Simpatía) — цінність збереження миру та «доброти», яка закликає жінок уникати розбіжностей і наполегливості, щоб зберегти гармонійні стосунки.

### Духовність
Цей стовп зосереджується на передбачуваній здатності, а отже, і на відповідальності, наданій жінкам керувати своїми сім'ями в духовному зростанні та релігійній практиці. Цей стовп вважається дуже важливим для «хороших матерів». Більше схвалення духовної відповідальності жінок і матерів пов'язане з гнівом, ворожістю та тривогою у жінок.

## Дослідження маріанізму у медіа
Було проведено дуже мало досліджень щодо маріанізму в медіа. Проте в останні роки цей культурний феномен починають вивчати. Хорхе Віллегас, Дженніфер Леманскі та Карлос Вальдес дослідили зображення жінок у мексиканській телерекламі. Часто жінок зображують відносно ідеалу жіночності: як тих, хто дотримується його або ні. Їх потім класифікують як хороших та поганих жінок. «Хороших жінок» вважають турботливими, орієнтованими на сім'ю, м'якими, врівноваженими та сексуально наївними, тоді як «погані жінки» часто є сексуальними цілями чоловіків. Інша дихотомія, представлена в дослідженні: залежні жінки проти незалежних жінок. Виявлено, що «залежні жінки, як правило, проявляли риси, які сприймалися як позитивні в маріанізмі (корисність, винагорода сім'єю), тоді як незалежні жінки були більш сексуальними».
Подібне дослідження Росіо Ріваденейра вивчало гендерні стереотипи в теленовелах. Вона виявила, що порівняно з колегами-чоловіками жінок вважали такими, що проводять більше часу з дітьми та є або домогосподарками, або безробітними. Однак обидва дослідження відзначили, що жінки та чоловіки однаково часто зображувалися в медіа.
Дослідження рекламних роликів на національному телебаченні Мексики виявило різницю у способах зображення жінок залежно від того, залежать вони від іншої особи, щоб виконувати свою роль (матері / дружини), чи незалежні (самотні жінки / працівниці). Дослідження показало, що незалежних жінок об’єктивують та сексуалізують більше, ніж залежних, вони носять значно більше рваного одягу, щоб відкрити торс, мають явну / приховану оголеність. Хоча як незалежні, так і залежні жінки більш сексуалізовані за чоловіків: носять більш обтислий одяг, сорочки з глибоким вирізом / розстібнуті, щоб показати декольте. Мотивація дій незалежних жінок значно більше була спрямована на схвалення чоловіків і соціальне просування, ніж залежних жінок. Крім того, у цих рекламних роликах залежні жінки розглядаються в стереотипному жіночому середовищі, значно частіше вдома та в ресторанах і рідше в магазинах і на робочих місцях, ніж чоловіки. Залежні жінки зустрічаються вдома та на вулиці значно частіше, ніж незалежні жінки, яких частіше бачать на роботі. Жінок значно частіше показували як тих, хто дають і отримують поради, а також як тих, хто отримують допомогу, а чоловіки найчастіше надають допомогу іншим.
Рекламні ролики відображають культурні погляди, і вони можуть демонструвати розуміння очікуваної ролі жінки. Зображення жінок у стереотипних ролях має реальний вплив на те, що жінки та дівчата можуть сприймати, як вони чинять і якими стають.

## Критика маріанізму
Маріанізм є основою для нормалізованої жіночої поведінки в латиноамериканських країнах. Відповідно до маріанізму, від жінок очікується поведінка, яка демонструє поступливість чоловічому домінуванню, міцні зв'язки з мораллю (особливо стосовно Діви Марії) і готовність відмовитися від усього заради сім'ї. Подібно до мачизму, маріанізм встановлює список правил, якою треба бути під час взаємодії з суспільством. Сильно заохочуючи розрив між статями, зміцнюючи ці переконання різними способами в усьому суспільстві. 
Іспаномовні люди, які піддаються конструктам маріанізму та мачизму, схильні до гендерно-стереотипної поведінки, яка є нормативною в іспаномовних культурах. Очікування поведінки починають проявлятися ще до народження, обмежуючи обидві статі, щоб вони помістилися всередині бульбашки, яка вважається належною латиноамериканським культурним цінностям. Чоловіки вважаються постачальниками та тими, хто приймають рішення від імені сім'ї, тоді як жінки повинні надавати обслуговування та емоційну підтримку сім'ї.

### Феміністична критика
Феміністки критикують концепцію маріанізму, припускаючи, що вона просто легітимізує нерівність та насильство проти жінок в Латиноамериканській Америці, роблячи їх дійсними та нормальними. Вони також відзначають, що маріанізм часто представляється як усе, що мачизмом не є; тому жіночість поміщається в «сферу пасивності, цнотливості та самопожертви». Феміністична критика зазначає: маріанізм каже, що якщо жінка має роботу поза домом, її чесноти та маскулінність її чоловіка ставляться під сумнів.

Дослідниця Глорія Гонсалес-Лопес пише:
Маріанізм завдав шкоди нашому розумінню гендерних відносин і нерівності серед латиноамериканських і американських латиноамериканських жінок… Нині дискредитований, маріанізм спочатку був спробою дослідити гендерну ідентичність і відносини жінок у контексті нерівності, розробивши модель, засновану на релігійній іконі (Марії), квінтесенції покірності та духовного авторитету. Таке уявлення про латиноамериканських жінок ґрунтується на культурологічному есенціалізмі, який робить набагато більше, ніж просто поширює дезінформовані ідеї: воно, зрештою, сприяє ґендерній нерівності. І маріанізм, і мачизм створили клішовані архетипи, вигадані та карикатурні образи жінок і чоловіків латиноамериканського походження.
Згідно з теорією амбівалентного сексизму, сексизм і низький статус жінки з точки зору незалежності та безпеки зберігаються через два типи сексизму: ворожий і доброзичливий. Ворожий сексизм — це віра в те, що жінкам властиві негативні риси, а доброзичливий сексизм — це віра в те, що жінкам властиві делікатні риси, які викликають потребу в захисті. Маріанізм і амбівалентний сексизм мають схожі риси, зокрема той факт, що жінки отримують повагу, високий статус і захист, якщо вони відповідають гендерним очікуванням. Маріанізм, таким чином, функціонує в основному як фактор ризику та де в чому як захисний фактор. Привілеї останнього і дозволяють маріанізму зберігатися.

### Насильство проти жінок
Маріанізм, формуючи ставлення до жінок у суспільстві, відіграє роль у гендерних ролях, що результує у зростання насильства проти жінок у країнах Латинської Америки. Зображення жінок покірними продовженнями чоловіків, які домінують над ними, заохочує до насильства, особливо насильства з боку інтимного партнера, яке часто захищається переконанням, що чоловік має право застосовувати до жінки фізичне чи емоційне насильство. Феміцид у Латинській Америці є хронічною проблемою, поширеною у всьому регіоні.
В латиноамериканських країнах жінка, яка позиціонує себе в суспільстві без чоловіка, сприймається несхвально, оскільки чоловік є основою сімейного життя та має позитивні зв'язки в суспільстві. Мачизм пропагує агресію, домінування та повноваження — характеристики, які можна застосувати в насильстві щодо жінок. Латиноамериканки стикаються зі страхом втратити чоловіка, батька своїх дітей і соціальний статус, якщо повідомлять про насильство. Маріанізм заохочує жінок бути саможертовними, змушуючи їх постійно миритися з насильством і зберігати спокій через страх втратити засоби до існування та бути залежними від своїх чоловіків. Враховуючи це, чоловіки залишаються домінуючими та здійснюють владу над партнерками, продовжуючи культурне встановлення патріархату в іспаномовних культурах.
Джейн Ф. Кольєр продемонструвала, що доступ до економічних можливостей є чинником, який визначає, до якої міри латиноамериканки можуть прийняти традиційні уявлення про маріанізм і до якої міри вони схильні адаптувати їх до нових обставин.

### ВІЛ / СНІД-криза
За віруваннями маріанізму очікується, що жінки будуть наївними щодо сексу, а це означає, що багатьом дівчатам і жінкам не роповідають про поширення ВІЛ / СНІДу. В результаті жінки дуже мало знають про секс, включно з гомосексуальними позашлюбними стосунками своїх чоловіків. Багато чоловіків займаються гей-сексом, щоб довести свою мужність. Більшість жінок латиноамериканського походження з ВІЛ заразилися від свого єдиного партнера: свого чоловіка. Незалежно від сексуальної моногамії, пов'язаної з маріанською чистотою, якої дотримується жінка, її статус ВІЛ-інфікованої загрожує ідентичності, з якою вона хоче асоціюватися.
Жінки часто мовчать про свій ВІЛ-статус через страх остракізму з боку родини. Жінок часто звинувачують у захворюванні та смерті їхніх чоловіків від ВІЛ. ВІЛ-позитивні жінки ризикують втратити дітей, яких відбирають їхні родини, часто вважаючи їх надто хворими та брудними, щоб про них піклуватися. Жінки часто втрачають статус, якщо їх бачать у спілкуванні з ВІЛ-позитивними людьми, оскільки людей з ВІЛ часто асоціюють із сексуальними відхиленнями та нечистотою.

### Жіноче здоров'я
Дослідження маріанізму прийшли до висновку, що латиноамериканки, які дотримуються його, стикаються з вищим ризиками небезпечного сексу, насильства проти жінок та шкоди психічному здоров'ю.
Маріаністки, швидше за все, демонструватимуть вищий рівень песимістичних поглядів на життя та розвитку депресії. Вони, проте менш схильні до спроб небезпечної поведінки, як-от вживання алкоголю неповнолітніми та зловживання психоактивними речовинами. Обмеження маріанізму спонукають жінок мовчати про свої проблеми. Жінок вважають «екзотичними», приписуючи їм таємну сексуальну пристрасть, бажання займатися небезпечною діяльністю, щоб компенсувати «невинне» життя, в якому вони були обмежені, подібно до стереотипу «сексуальної бібліотекарки». Інші жінки можуть остракізувати жінку, яка бореться з маріанізмом, стверджуючи, що вона йде проти своєї культури та віри.

## Сучасний маріанізм
Іспаномовні та латиноамериканські жінки у США намагаються злити дві культури. 
Ще в 1997 році д-р Роза Гіл і д-р Кармен Іноа-Вазкес посилалися на Nuevo Marianismo, який має прийняти ідеал маріанізму, який полягає в піклуванні та турботі, але при цьому позбутися бар'єрів, які ці характеристики представляли раніше. 
«Сьогодні латиноамериканки демонструють… „Сучасне маріанство“ (Gil & Vazquez (1997) згадується як „Nuevo Marianismo“), яке має охопити ідеал маріанства (виховання та турботи), але подолати раніші бар'єри цих характеристик.» Дамарі Бонілья-Родрігес каже, що такі цінності, як: Familia, Amor y Pasión (Сім'я, любов і пристрасть) дозволяли людям долати труднощі протягом століть, і підкреслює успішних латиноамериканок, таких як суддя Соня Сотомайор, секретарка Гільда Соліс.
Такі зміни характерні не лише для США. В Андалусії, з огляду на більш сучасні моделі іспанського телебачення та реклами, в одному поколінні фокус змістився з традиційних норм очікуваної поведінки з усвідомленням того, що «нерівність у доходах і способі життя серед сільських жителів більше не базується на спадковості, а на місті, люди отримали оплачувану роботу».